# 大正站 (長崎縣)
大正站（日语：／ Taishou eki */?）是位於長崎縣雲仙市瑞穗町古部甲，島原鐵道的島原鐵道線車站。
此站在昭和時代建成。大正這個車站名稱取自車站啟用當時位於南高來郡瑞穗町前身的自治體大正村。

## 歷史
- 1955年（昭和30年）3月9日 - 車站啟用。

- 2023年（令和5年）10月11日 - 由於乘客吸菸引起火災，站房被燒毀[1]。

## 車站構造
車站是一座地面車站，設有1面1線的單式月台。月台位於路軌南邊。在月台靠近古部一方設有飲品自動販賣機、單車停泊處和候車室。月台靠近古部一端設有車站出入口。此站是無人車站。

## 車站周邊
車站周邊都是小型村落。南邊有東西走向的國道251號。北邊靠近有明海海邊。在國道上設有島鐵巴士「大正站前」巴士站。此站的候車室內設有巴士站時間表。站前和附近設有餐廳、JA島原雲仙瑞穗經濟營農中心和雲仙市立大正小學。

## 使用狀況
在2013年度的一年總乘車人次為12,998人，下車人次為15,861人。
以下為近年一年總乘車人次和下車人次變化。
| 年度               | 一年總 乘車人次 | 一年總 下車人次 |
| ------------------ | --------------- | --------------- |
| 2000年（平成12年） | 19,200          | 23,243          |
| 2001年（平成13年） | 17,595          | 20,214          |
| 2002年（平成14年） | 19,559          | 21,313          |
| 2003年（平成15年） | 18,073          | 19,869          |
| 2004年（平成16年） | 17,200          | 18,817          |
| 2005年（平成17年） | 16,257          | 17,975          |
| 2006年（平成18年） | 15,822          | 17,557          |
| 2007年（平成19年） | 14,392          | 16,766          |
| 2008年（平成20年） | 13,042          | 13,677          |
| 2009年（平成21年） | 10,010          | 14,797          |
| 2010年（平成22年） | 9,334           | 12,581          |
| 2011年（平成23年） | 11,476          | 14,668          |
| 2012年（平成24年） | 11,744          | 15,213          |
| 2013年（平成25年） | 12,998          | 15,861          |

## 其他
- 以日本年號作為車站名稱中，除了此站外，還有熊本縣的平成站、神奈川縣的昭和站和大阪府的大正站。

## 相鄰車站
島原鐵道
■島原鐵道線
急行
通過
普通
古部－大正－西鄉

## 注腳
1. ↑  . 日刊スポーツ. 2024-03-19  [2024-03-19]. （原始内容存档于2024-03-19）.
2. ↑  第62版（平成27年）長崎統計年鑑 （页面存档备份，存于）（日語） - 長崎縣
3. ↑  長崎縣統計年鑑  （页面存档备份，存于）（日語），2020年9月5日參閲

## 外部連結
- 大正站 - 島原鐵道 （页面存档备份，存于）（日語）